# ラッセル伯爵

ラッセル伯爵の紋章。本家筋のベッドフォード公爵とは中央の帆立貝の上に星が加えられている点が異なる。

カウンティ・オヴ・ドーセットにおけるキングストン・ラッセルのラッセル伯爵（英: Earl Russell, of Kingston Russell in the County of Dorset）は、イギリスの伯爵位。グレートブリテン王国とアイルランド王国の合同後に創設された連合王国貴族である。ホイッグ党のち自由党の政治家であるジョン・ラッセル卿が1861年に叙爵したことに始まる。
彼は伯爵叙位の際に同時に「カウンティ・オヴ・グロスターにおけるアンバーレイおよびカウンティ・オヴ・ミースにおけるアードサラーのアンバーレイ子爵（英: Viscount Amberley, of Amberley in the County of Gloucester and of Ardsalla in the County of Meath）」にも叙されたため、ラッセル伯爵にはこの連合王国貴族の子爵位が付属する。伯位の法定推定相続人は儀礼称号としてアンバーレイ子爵と称する。
初代伯は第6代ベッドフォード公爵ジョン・ラッセルの三男であった。彼は内相・首相・外相などを歴任し、叙爵後にも再度首相を務めている。
初代伯の長男であるアンバーレイ子爵ジョンは早世したため、その長男のフランシスが2代伯となった。彼は最初に労働党に参加した貴族院議員の一人で、第2次マクドナルド内閣では運輸省政務官やインド省政務次官を務めた。しかし一方で重婚で訴追され、有罪判決を受けたことで悪名高い。
2代伯には嫡出子がおらず、その弟のバートランドが3代伯となった。彼はノーベル文学賞を受賞した世界的な哲学者・数学者として、またラッセル＝アインシュタイン宣言を発表した平和主義者として知られている。
3代伯が死去すると長男のジョンが、続いて4代伯の異母弟のコンラッドが襲爵した。5代伯は17世紀のイングランド史を専門とする歴史学者であり、また自民党所属の政治家でもあった。彼は貴族院改革に関して一貫して世襲貴族議員の廃止を主張していた。1999年の貴族院法によって世襲貴族が自動的に貴族院議員となることはなくなり、彼は世襲貴族から互選される貴族院議員の一人となった。
2004年に5代伯が死去すると、その長男のニコラスが6代伯となった。6代伯が2014年に死去するとその弟のジョンが7代伯となった。彼が現在のラッセル伯爵である。

## ラッセル伯爵 （1861年）
- ジョン・ラッセル (初代ラッセル伯爵) （1792年 - 1878年）
  - ジョン・ラッセル (1842-1876)（英語版） - アンバーレイ子爵。父に先立って死去。
- フランク・ラッセル (第2代ラッセル伯爵)（英語版） （1865年 - 1931年）
- バートランド・ラッセル (第3代ラッセル伯爵) （1872年 - 1970年）
- ジョン・ラッセル (第4代ラッセル伯爵)（英語版） （1921年 - 1987年）
- コンラッド・ラッセル (第5代ラッセル伯爵)（英語版） （1937年 - 2004年）
- ニコラス・ラッセル (第6代ラッセル伯爵)（英語版） （1968年 - 2014年）
- ジョン・ラッセル (第7代ラッセル伯爵)（英語版） （1971年 - ）
  - 7代伯には息子がおらず、仮に息子がないまま死去すると伯爵位は消滅することとなる。